# The Devil and God Are Raging Inside Me
Albums de Brand New
Deja Entendu
(2006) Daisy
(2009)
The Devil and God Are Raging Inside Me est le troisième album du groupe de rock américain Brand New. Il est sorti le 20 novembre 2006.
Fin 2004, Brand New faisait la couverture d'Alternative Press, titrant que leur prochain opus serait le plus attendu de 2005, mais aucune information sur l'album ne sortit avant juin 2005, lorsque sur le site officiel du groupe on put lire que le chanteur Jesse Lacey fut opéré tôt en 2005 pour une appendicite et que la majorité de ses problèmes était chose du passé. L'album ne sortit qu'en novembre 2006.

## Liste des chansons
1. Sowing Season - 4:31
2. Millstone - 4:16
3. Jesus Christ - 5:18
4. Degausser - 5:32
5. Limousine (MS Rebridge) - 7:42
6. You Won't Know - 5:42
7. Welcome to Bangkok - 3:05
8. Not the Sun - 3:09
9. Luca - 5:08
10. Untitled - 2:04
11. The Archers' Bows Have Broken - 4:14
12. Handcuffs - 4:10

## Membres
- Jesse Lacey - chant, parolier, guitare
- Vincent Accardi - guitare, chant
- Garret Tierney - guitare basse
- Brian Lane - batterie, percussions
- Derrick Sherman - guitare, piano